# Dansar
Dansar är en singel av rockgruppen Reeperbahn som släpptes i maj 1982. Med på singeln fanns även b-sidan "Blod & Sand". Singeln ska ej ha släppts i samband med något specifikt studioalbum, men gavs ut mellan skivorna Venuspassagen (1981) och Peep-Show (1983).
Den här singeln blev den sista av Reeperbahns utgivningar där sångaren och basisten Dan Sundquist medverkade, innan han lämnade gruppen sommaren 1982.

## Låtlista
Text och musik: Olle Ljungström och Dan Sundquist.
1. "Dansar" (3:07)
2. "Blod & Sand" (3:22)